# Хари Варешановић
Хајрудин Хари Варешановић (Сарајево, 16. јануар 1961) босанскохерцеговачки је музичар и вођа састава Хари Мата Хари.

## Биографија
Хајрудин је рођен у Сарајеву, 16. јануара 1961. године. Одрастао је на Вратнику. Његов деда био је међу познатијим босанским севдалијама, а Варешановић је са шест година певао и почео да свира гитару. У локалном Дому културе је наступио са седам, са десет је певао у четворочланом „саставу“ „Оми“, па касније у групи „Седам шума“, а на Вратнику је снимио и своју прву песму Зашто да не узмем њу. Његово детињство, каже, најбоље осликава филм „Сјећаш ли се Доли Бел“. Након завршене Електротехничке школе, Варешановић је кампањски студирао Филозофски факултет и Факултет политичких наука, али их није завршио. Осим музике која му је узимала готово све време, волео је и да слика.
1979. године, Хари се придружио саставу „Зов“ са којима је снимио и хит песму Голубица (Полетјела голубица са Башчаршије). Након тога је певао и са „Амбасадорима“, са којима је, како каже, сазрео као професионалац. Након војног рока у Нишу (у музичкој јединици), једно време је наступао самостално и тако 1984. издао албум Златне кочије. Септембра 1985. године, Хари Варешановић заједно са члановима састава „Баобаб“, Изом Колечићем, Едом Мулихалиловићем, Пјером Жалицом и Зораном Кесићем, која је раније те године победила на фестивалу Нове наде, нове снаге', оснива састав Хари Мата Хари. Исте године објавили су и албум првенац У твојој коси. 1986. године, Хари Мата Хари напуштају Пјер Жалица „Баџо“ (који је желео да се бави режијом) и Зоран Кесић, а замењују их клавијатуриста Ади Мулихалиловић и басиста Нено Јелеч, наместо којег је убрзо затим дошао Жељко Зубер. Њихов албум из ове године, Не би те одбранила ни цијела Југославија, проглашен је за најбољи албум године, а на Југовизији, националном такмичењу за избор представника СФР Југославије на Песми Евровизије, Хари Мата Хари су 1986. у Приштини освојили пето место са песмом У твојој коси, те четрнаесто место са песмом Небеска краљица 1987. у Београду.

## Фестивали
Ваш шлагер сезоне, Сарајево:
- Баш би било добро (као вокал групе Амбасадори), '79
- Никад, никад ти нећеш знати (као вокал групе Амбасадори), '80
- Видимо се сутра (као вокал групе Амбасадори), '81
- Старац и море, победничка песма, '99

Југословенски избор за Евросонг:
- У твојој коси, пето место, Приштина '86
- Небеска краљица, четрнаесто место, Београд '87

Хрватски радијски фестивал:
- Ружмарин, 2002
- Иди, иди, 2003
- Нема чега нема, 2004
- Зар је то још од нас остало, 2007
- Не могу ти рећи шта је туга (дует са Нином Бадрић), победничка песма, 2009

Сплит:
- Наводно (дует са Иваном Банфић), трећа награда публике, 2003

Евросонг:
- Лејла, треће место, 2006
- 2015. Евросонг, Беч[2]

Златне жице Славоније, Пожега:
- Што свака жена сања (дует са Ханком Палдум), 2011